# Tatra 57
La Tatra 57 est une voiture de grand tourisme lancée par Tatra (en tchèque: Závody Tatra, nom officiel: Závody Tatra akciová společnost ou Société Ringhoffer-Tatra, également connu plus tard comme Tatra Kopřivnice, en allemand: Tatra Nesselsdorf, maintenant Tatra, a. s.) en 1932 comme remplacement pour le modèle Tatra 12.

## Modèles
- 1932-1936 - Tatra 57
- 1936-1938 - Tatra 57 A
- 1938-1949 - Tatra 57 B
- 1941-1947 - Tatra 57 K[2]